# ایزرائل کرزنر
ایزرائل مئیر کرزنر (به انگلیسی: Israel Kirzner) (همچنین ییسروئل مِیِر کرزنر) از اقتصاددانان آمریکایی پیشرو در مکتب اتریش است. او استاد دانشگاه نیویورک است.
کرزنر در لندن متولد شد. در ۱۹۴۷-۴۸ در دانشگاه کیپ‌تاون و در ۱۹۵۰–۵۱ در برنامه خارجی دانشگاه لندن تحصیل کرد و در ۱۹۵۴ کارشناسی summa cum laude (از کالج بروکلین)، در ۱۹۵۵ ام‌بی‌ای و در ۱۹۵۷ پی‌اچ‌دی را از دانشگاه نیویورک زیر نظر لودویگ فن میزس دریافت کرد.

## اقتصاد
کرزنر استاد بازنشستهٔ اقتصاد در دانشگاه نیویورک و از چهره‌های برجسته در زمینه اندیشه و روش‌شناسی لودویگ فن میزس در علم اقتصاد است. پژوهش کرزنر در زمینه اقتصاد کارآفرینی به‌طور گسترده شناخته شده‌است. کتاب او به نام «رقابت و کارآفرینی» نظریه نئوکلاسیک را به خاطر پیش فرض آن در خصوص «رقابت کامل،» که نقش مهم کارآفرین در حیات اقتصادی را نادیده می‌گیرد، نقد می‌کند. کار کرزنر که کنش کارآفرینانه را در اقتصاد نئوکلاسیک در می‌آمیزد نسبت به هر نوشتهٔ اتریشی دیگری در اواخر قرن بیستم بیشتر به‌طور گسترده پذیرفته شده‌است.

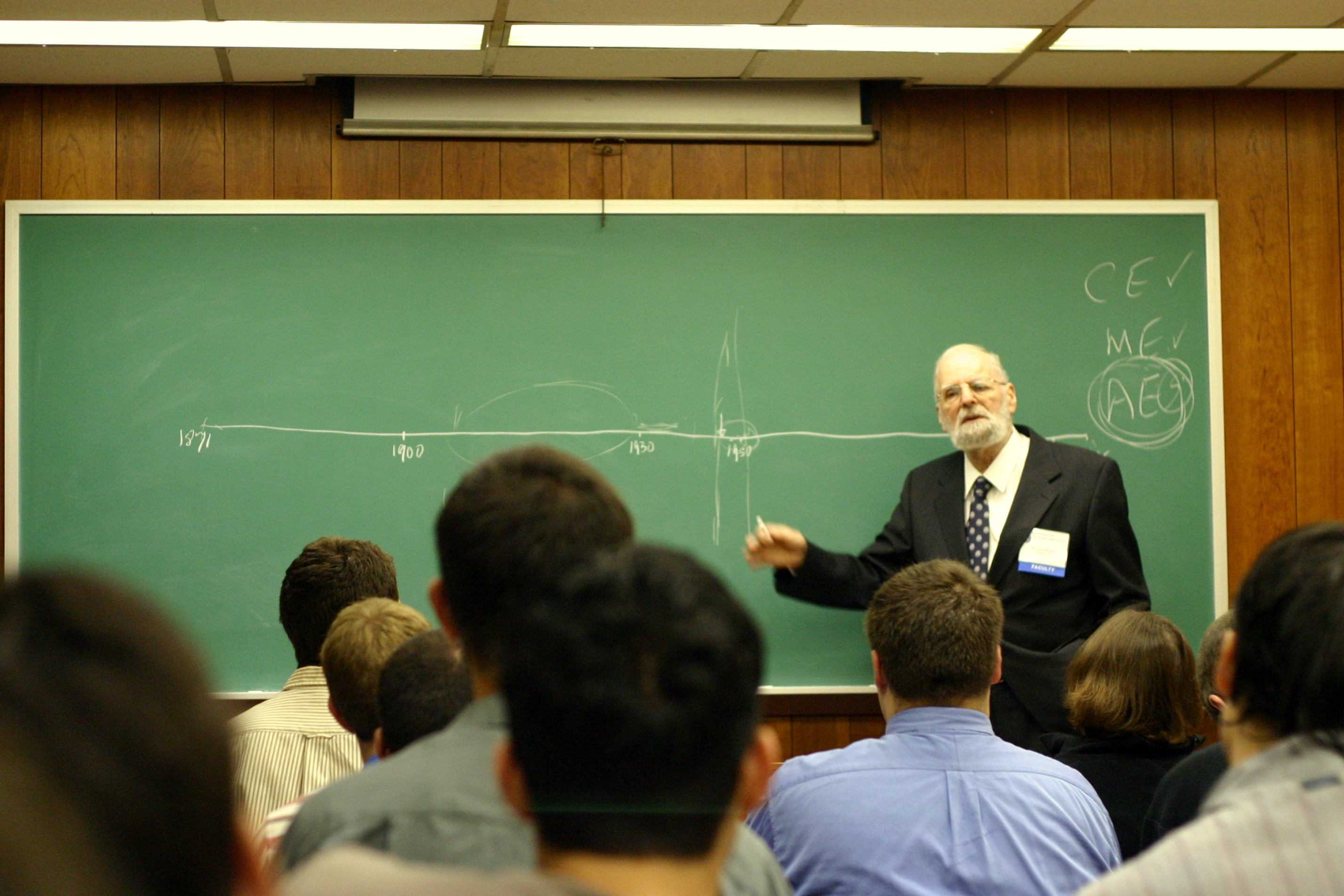
جلسه درس برای بنیاد آموزش اقتصادی، ۲۰۰۶

کارهای عمده او در زمینه اقتصاد دانش و کارآفرینی و اخلاق بازار است.

## دانشور یهودی
کرزنر یک خاخام و یک دانشور تلمود هم هست. او به عنوان خاخام جماعت مذهبی که زمانی پدرش در بروکلین، نیویورک رهبری می‌کرد مشغول به کار است. او از جمله معروفترین مریدان خاخام ایتساک هانتر، رئیس فقید یشیوا خاخام چیم برلین بود که همزمان با تحصیلات دانشگاهی در آن سال‌ها تحصیل می‌کرد. کرزنر در زمینه نوشتجات هانتر از جمله مراجع بوده و از جمله معدود ویراستاران رسمی همهٔ منابعی است که هانتر از آن‌ها نقل قول می‌کند.